# 溫莎鎮區 (密歇根州)
溫莎鎮區（英語：Winsor Township）是位於美國密歇根州休倫縣的一個行政鎮區。

## 地方資料
溫莎鎮區的面積為91.70平方千米，當中陸地面積為91.60平方千米，而水域面積為0.10平方千米。根據2020年美國人口普查的數據，當地共有人口1960人，而人口密度為每平方千米21.37人。